# Velikije Luki
Velikije Luki (rusky Великие Луки) je město ve Pskovské oblasti Ruska, nositel titulu Město vojenské slávy. Se zhruba 100 000 obyvatel je druhým největším městem oblasti po Pskovu.

## Historie
Sídlo bylo založeno pod názvem Luki v roce 1166 jako pevnost na řece Lovať (Луки znamená rusky zákruty řeky). V roce 1406 získalo kvůli svému strategickému významu na hranici Novgorodské republiky přízvisko „veliké“. Po pádu Novgorodu roku 1478 se stalo součástí Ruské říše. Městská práva byla městu udělena roku 1777. Za druhé světové války zde proběhla důležitá bitva o Velikije Luki, při níž bylo město vážně poškozeno.

## Současnost
Město je střediskem strojírenského a potravinářského průmyslu. Nachází se zde letiště a železniční stanice, která je důležitým dopravním uzlem mezi Moskvou, Rigou a Polockem. Od roku 1996 se nad městem koná mistrovství Ruska v balonovém létání. Velikoluckým rodákem byl matematik Ivan Matvejevič Vinogradov, který má ve městě muzeum.